# Devaki Jain
Devaki Jain, född 1933 i Bangalore, Indien, är en indisk ekonom och författare. Hon har blivit uppmärksammad för sin forskning inom feministisk ekonomi.

## Biografi
Devaki Jain föddes i Bangalore i Indien och växte upp i ett intellektuellt medelklasshem. Hon tog 1953 en B.A. vid universitetet i Delhi och 1958 en universitetsgrad i ekonomi och filosofi vid St Anne’s College, Oxford, och 1963, vid samma lärosäte, en masters-examen i ekonomi med inriktning på offentliga finanser och statistik. Hon inledde därefter en forskarkarriär vid universitetet i Delhi, där hon mellan 1963 och 1969 undervisade i ekonomi vid Miranda House(en), universitetet i Delhi.
Hon blev sedan direktor för the Institute of Social Studies Trust. Hon initierade flera nätverk, bland annat the Development Alternatives for Women for a New Era (DAWN), ett nätverk av kvinnliga forskare från u-länder i Asien, Afrika, Latinamerika och Oceanien. Gruppen blev uppmärksammad vid alternativkonferensen Forum 85 i Nairobi med sitt fokus på att formulera ett perspektiv på utveckling från en folklig och feministisk utgångspunkt.
Hon har medverkat som rådgivare och expert i många forum, bland annat i den rådgivande kommitten för FN:s  Human Development Report on Poverty (1997), samt för Graca Machel Committee om hur barn påverkas av väpnade konflikter.
År 2020 gav hon ut sina memoarer The Brass notebook : A memoir med ett förord av ekonomen Amartya Sen, och som bland annat beskriver möten med Gloria Steinem, Doris Lessing och Rosa Parks. I memoarerna skriver hon även om hur hon 1958 en kortare tid arbetade som forskningsassistent för "an eminent Swedish economist" som hon inte namnger, för att bistå denne vid framtagandet av hans "magnum opus, a three-volume work on development". Efter att ha avvisat ett ofredande hävdar hon att hon blev förklarad vara "not educated enough to work with me" och blev drabbad av "the vengeful wrath of a sexual predator" och uppsagd med omedelbar verkan. Händelsen ledde till att hon istället sökte och blev antagen till en masters-utbildning vid Oxford som hon fullföljde 1963.

## Utmärkelser
- 1995 - Tilldelad Bradford Morse Memorial Award utdelad av FN:s utvecklingsfond för kvinnor för framgångsrika och enastående insatser under 20 år genom professionella och frivilliga aktiviteter för att främja kvinnors framåtskridande samt jämlikhet mellan könen[7]
- 1999 - Utnämnd till hedersdoktor vid universitetet i Westville, Durban, Sydafrika
- 2006 - Tilldelad utmärkelsen Padma Bhushan